# Pipejuggling

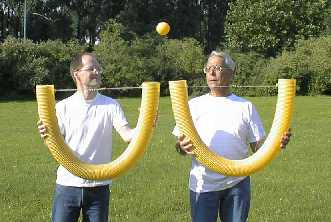
Zwei Akteure mit Pipes

Pipejuggling (auch Pipe-Juggling) ist eine im Jahr 2000 von Jongleuren aus Hilden entwickelte Art des Jonglierens.
Das Pipe ist ein etwa 140 Zentimeter langes, zu einem „U“ geformtes Drainagerohr, durch das man eine Bocciakugel rollen lassen kann.
Die Kugel kommt mit recht hoher Geschwindigkeit aus einer der Öffnungen heraus und wird dann beim Herabfallen mit derselben oder der anderen Öffnung des Pipes wieder eingefangen. In der ARD-Show Geld oder Liebe mit Jürgen von der Lippe wurde Pipe-Juggling erstmals 2000 vorstellt.